# Хіма Дас
Хіма Дас (англ. Hima Das, 9 січня 2000) — індійська легкоатлетка, яка спеціалізується в спринті, чемпіонка світу 2018 року серед юніорів, чемпіонка Азійських ігор 2018 року в естафетному бішу 4х400 метрів.

## Основні міжнародні виступи
| Рік              | Змагання                      | Місто                  | Місце            | Дисципліна       | Примітки         |
| Виступи за Індія | Виступи за Індія              | Виступи за Індія       | Виступи за Індія | Виступи за Індія | Виступи за Індія |
| ---------------- | ----------------------------- | ---------------------- | ---------------- | ---------------- | ---------------- |
| 2017             | Чемпіонат Азії серед юнаків   | Бангкок                | 7                | 200 метрів       |                  |
| 2017             | Чемпіонат світу серед юнаків  | Найробі                | 5                | 200 метрів       |                  |
| 2018             | Чемпіонат світу серед юніорів | Тампере                | 1                | 400 метрів       | [ 1 ]            |
| 2018             | 2заб4                         | 4х400 метрів           |                  |                  |                  |
| 2018             | Азійські ігри                 | Джакарта               | 2                | 400 метрів       |                  |
| 2018             | 2                             | 4х400 метрів (змішана) |                  |                  |                  |